# Osádka
Osádka (Hongaars: Oszádka) is een Slowaakse gemeente in de regio Žilina, en maakt deel uit van het district Dolný Kubín.
Osádka telt 141 inwoners.